# Flughafen Kassel-Calden
 Flughafen Kassel-Calden, også benævnt Flugplatz Kassel-Calden, Kassel Calden Airport (IATA: KSF, ICAO: EDVK), er en regional lufthavn, 1 km vest for byen Calden, 15 km nord/vest for Kassel, Landkreis Kassel, i delstaten Hessen, Tyskland.

## Historie
Lufthavnen blev indviet den 11. juli 1970 hvor den erstattede Flugplatz Kassel-Waldau, som havde været i drift siden 1924.

## Selskaber
Der er ingen fast rutetrafik fra lufthavnen, da den korte landingsbane på 1500 ikke tillader brug af større passagerfly som Boeing 737 og Airbus A320.
Der er omkring 30.000 start- og landing om året, som primært foregår med sportsfly og helikoptere. Bl.a. har det EADS ejede Eurocopter en fabrik i området. 